# Axonoceras
Axonoceras – rodzaj głowonogów z podgromady amonitów
Żył w okresie kredy (kampan - mastrycht).